# Castelul Drachenburg
Castelul Drachenburg este un edificiu construit între anii 1882 - 1884 pe stânca Drachenfels (stânca dragonului) în Königswinter, nu departe de Cetatea Drachenfels (Siebengebirge). Castelul a fost clădit într-un timp record de doi ani fiind reședința bancherului Stephan von Sarter (1833–1902). După ce castelul a avut mai mulți proprietari, din anul 1986 este declarat monument istoric fiind restaurat și devine muzeu cu pictură pe sticlă.